# Клиновский, Дмитрий Степанович
Клиновский Дмитрий Степанович (1894, Хиславичи, Могилёвская губерния — 26 августа 1937) - русский революционер, советский партийный и государственный деятель. Народный комиссар труда Крымской АССР. 1-й секретарь Николаевского горкома КП(б)У. Делегат XVII съезда ВКП(б). Член ЦК КП(б) Украины (1934-1937). Репрессирован, расстрелян. 

## Биография
Родился в 1894 году в поселке Хиславичи Могилевской губернии. Член РСДРП(б) с 1913 года. Участник Гражданской войны в России. В августе — сентябре 1918 года и в январе — мае 1919 года — председатель Могилевской губернской ЧК. В октябре 1919 года некоторое время находился в тюрьме. В 1923-1924 годах — народный комиссар труда Крымской АССР. В 1924-1925 годах — народный комиссар рабоче-крестьянской инспекции Крымской АССР и председатель Крымской областной контрольной комиссии РКП(б). В 1933-1936 годах — 1-й секретарь Николаевского городского комитета КП(б)У Одесской области и одновременно секретарь Одесского обкома КП(б)У. 
26 января—10 февраля 1934 года делегат с решающим голосом XVII съезда ВКП(б). 
В 1936-1937 годах — заведующий отделом торговли Одесского областного комитета КП(б)У. Кандидат в члены ЦК КП(б) Украины (май-июль 1937). Член ЦК КП(б) Украины (23.1.1934 - 27.5.1937). Перед арестом выведен из состава кандидатов в члены ЦК КП(б) Украины Постановлением пленума ЦК КП(б) Украины 3-4.7.1937 года. 24 июля 1937 года был арестован органами НКВД. 25 августа 1937 года приговорен к расстрелу. Расстрелян 26 августа 1937 года. Посмертно реабилитирован в марте 1956 года.